# Stavroupoli
Stavroupoli (Grieks: Σταυρούπολη) is een deelgemeente (dimotiki enotita) van de gemeente (dimos) Pavlos Melas, in de Griekse bestuurlijke regio (periferia) Centraal-Macedonië. De plaats telt 41.653 inwoners.